# Justicia dumetorum
Justicia dumetorum är en akantusväxtart som beskrevs av Thomas Morong. Justicia dumetorum ingår i släktet Justicia och familjen akantusväxter. Inga underarter finns listade i Catalogue of Life.